# Abraxas flavobasalis
Abraxas flavobasalis là một loài bướm đêm trong họ Geometridae.